# Riemers Welt
Die Ausstellung „Riemers Welt“ ist eine 2018 eröffnete Dauerausstellung mit naturhistorischen und ethnologischen Objekten aus der Sammlung Julius Riemer im Museum der städtischen Sammlungen im Zeughaus in der Lutherstadt Wittenberg.

## Bezug zum musealen Gesamtkonzept im Zeughaus
Die Ausstellung befindet sich im Obergeschoss (dem Dachgeschoss) des Zeughauses. Es werden ca. 1500 Exponate der Sammlung des Berliner Handschuhfabrikanten Julius Riemer (1880–1958) auf über 500 Quadratmeter Ausstellungsfläche gezeigt. Der Sammler Julius Riemer wird als Teil der Geschichte der Stadt im 20. Jahrhundert vorgestellt. Auf diese Weise wird die stadtgeschichtliche Ausstellung Wittenberg im Wandel der Jahrhunderte im ersten Stock ergänzt und erweitert. Es schließt sich gleichzeitig der mit den als „Kronjuwelen“ bezeichneten Exponaten im Erdgeschoss begonnene Rundgang. Dennoch funktionieren die  beiden Hauptetagen des Museums nach Vorstellung der Planer auch unabhängig voneinander und unterscheiden sich stark in ihrem musealen Charakter: Die  Sammlung von Julius Riemer wird als Schaumagazin inszeniert. Mehr als 75 Prozent aller im Zeughaus ausgestellten Objekte gehören so in den Bereich der Naturkunde und Ethnologie. Bewusst wurde wie im ersten Stock auf eine Unterteilung des Stockwerks in kleinere Einzelräume verzichtet. Die architektonischen Besonderheiten des historischen Gebäudes bleiben für die Besucher somit erfahrbar.

## Ausstellungsinhalte
Die Ausstellung ist die einzige permanente ethnologische Ausstellung in Sachsen-Anhalt, die Exponate von verschiedenen Kontinenten präsentiert. Es werden zu etwa gleichen Teilen Objekte der Naturkunde und der Ethnologie gezeigt. Ein Schwerpunkt innerhalb der ethnologischen Abteilung liegt auf Afrika und Ozeanien. Das Alte Ägypten, das präkolumbische Amerika und Japan sind ebenfalls durch Exponate vertreten. 
Die naturkundliche Abteilung ist nach Tierklassen geordnet und setzt Schwerpunkte auf Primaten, weitere Säugetierklassen, Vögel, Reptilien, Amphibien und Fische sowie wirbellose Tiere. Eine Vitrine widmet sich der Osteologie und beherbergt als besonderen Schatz das Skelett eines Riesenalks. Eine weitere Vitrine stellt die einheimische Wirbeltierfauna vor und verweist so auf die Regional- und Stadtgeschichte. 
Ein weiterer Ausstellungsbereich befasst sich biographisch mit Julius Riemer als Sammler und Mäzen und rekonstruiert sein Arbeitszimmer.

## Hintergründe und didaktische Konzepte
In mehrjähriger Vorbereitungszeit wurde die Ausstellung der Städtischen Sammlungen Wittenberg in Kooperation mit dem Freundeskreis der Julius Riemer Sammlung erarbeitet. Das Konzept und die Ausstattung der Ausstellung entwarf die Firma Kocmoc. Der Ethnologe Nils Seethaler wirkte als wissenschaftlicher Berater und verfasste die Ausstellungstexte.
Mit Hilfe von ca. 100 in der Ausstellung angebrachten Leittexten werden wissenschaftliche Inhalte vermittelt, um die große Zahl der ausgestellten Exponate didaktisch zu erschließen. Je 15 Leitobjekte zur Naturkunde und Ethnologie werden in gesonderten Vitrinen hervorgehoben und bilden einen roten Faden zum Gang durch den Raum. Im Zentrum der Ausstellung befindet sich eine Installation in Form eines Karussells, die experimentell ethnologische und naturwissenschaftliche Exponate in Beziehung setzt und somit auf die Möglichkeit der Verknüpfung von Wissen anspielt. Auf dieser Etage befindet sich auch ein Raum, der insbesondere der Museumspädagogik zur Verfügung steht. Ein erweitertes museumspädagogisches Programm zur Darstellung spezifischer Fachthemen ist angedacht.